# Очередные задачи советской власти
«Очередны́е зада́чи сове́тской вла́сти» — работа В. И. Ленина об основах строительства социалистической экономики в Советской России; первоначальный вариант статьи был продиктован автором в период с 23 по 28 марта 1918 года.

## История и описание
Работа Ленина состояла, предположительно, из десяти глав: часть четвёртой главы, а также главы с пятой по девятую и начало десятой были впервые опубликованы только в 36-м томе пятого издания Полного собрания сочинений (ПСС); главы с первой по третью, а также и начало четвёртой главы к 1978 году «разысканы» не были.
Первоначальный вариант статьи был продиктован Лениным в период с 23 по 28 марта 1918 года, а 7 апреля 1918 года автор изложил её основные положения на заседании ЦК РКП(б), от которого он получил поручение подготовить тезисы по данному вопросу. 26 апреля «Тезисы о задачах Советской власти в настоящий момент» обсуждались на Бюро ЦК РКП(б), а 28 числа они были опубликованы в газете «Правда» и в Приложении к газете «Известия ВЦИК» под заголовком «Очередные задачи Советской власти»; после этого они были изданы и отдельной брошюрой. 29 апреля «Тезисы…» Ленина одобрил ВЦИК, а 3 мая ЦК РКП(б) утвердил их в качестве основы для «партийной и государственной работы».

## Издания и переводы
В 1918 году «Очередные задачи…» были изданы в Нью-Йорке на английском языке и в Женеве на французском; сокращённое изложение появилось на немецком в Цюрихе — под названием «На другой день после революции» (Am Tage nach der Revolution) и редакцией швейцарского социалиста Фридриха Платтена. К 1970 году ленинский текст был 74 раза издан за пределами СССР. По данные на январь 1973 года в самом СССР данная работа Ленина издавалась 172 раза: на 53 языках и суммарным тиражом в 6656 тысяч экземпляров.